# Letzte Warnung (Connelly)
Letzte Warnung (englischer Originaltitel: Lost Light) ist der 13. Roman des US-amerikanischen Krimi-Autors Michael Connelly, der 9. Roman der Harry-Bosch-Serie. Er erschien im Original 2003 und 2005 in der deutschen Übersetzung von Sepp Leeb im Heyne Verlag. Der Roman erhielt 2006 den Maltese Falcon Award.

## Handlung
Harry Bosch hat den Dienst beim LAPD quittiert, aber er hat die Akten offener Fälle, die ihn immer beschäftigt haben, mitgenommen. Darunter ist der Fall der Ermordung von Angella Benton 1999. Lawton Cross, ein Polizist, der mit den Ermittlungen des Falls befasst war, später aber durch einen Schuss bettlägerig wurde, macht Bosch wieder auf den Fall aufmerksam. Als Bosch seine privaten Ermittlungen beginnt, besucht ihn Kiz Rider, seine frühere Partnerin, offenbar mit dem Auftrag, Bosch von den Ermittlungen abzubringen.
Der Fall hat eine ganze Reihe sehr merkwürdiger Koinzidenzen: kurz nach der Ermordung von Angella Benton wurden am Drehort des Filmstudios, bei dem sie gearbeitet hat, am helllichten Tag 2 Millionen Dollar geraubt. Die beiden Cops vom LAPD, die den Raub untersuchten, wurden in einem Lokal Opfer eines Raubüberfalls, der eine, Jack Dorsey, wird dabei erschossen, der andere, Lawton Cross, querschnittsgelähmt. Kurz nachdem die Agentin Martha Gessler vom FBI entdeckte, dass eine der Nummern der geraubten Banknoten mit einer längst beschlagnahmten Banknote übereinstimmte, verschwand sie spurlos. Später tauchte eine der Banknoten aus dem Raub am Drehort bei einem potenziellen Terroristen auf.
Bosch lässt sich trotz der Warnungen von Kiz Rider nicht von den Ermittlungen abbringen, erst recht nicht, als er Informationen über Martha Gessler von ihrem Kollegen und Freund Roy Lindell bekommt. Als er bei der Internet-Recherche in einer Public Library in Presseberichten den Namen eines mutmaßlichen Terroristen namens Mousouwa Aziz findet, bemerkt Bosch, dass er wahrscheinlich beschattet wird. Und in der Tat: als er nochmals Lawton Cross aufsucht, wird er festgenommen und über Nacht in eine Zelle in einem geheimen Gefängnis im 9. Stock des Hauptquartiers des FBI in Los Angeles verbracht. Auf dem Weg in die Zelle sieht er Aziz in einer anderen Zelle. Am anderen Tag droht ihm der FBI-Agent John Peoples geheime Haft an, wenn er nicht von seinen Ermittlungen ablässt.
Um der Überwachung durch das FBI zu entwischen, fliegt Bosch nach Las Vegas und gibt dort seiner Ex-Frau Eleanor Wish seine Kreditkarten, mit denen sie in Las Vegas Geld ausgeben soll, während Bosch mit einem Leihwagen zurück nach Los Angeles fährt.
Harry Bosch hatte eine Überwachungskamera in Lawton Cross’ Zimmer installiert und hat eine Aufnahme, die zeigt, wie der FBI-Agent Milton den Querschnittgelähmten misshandelt. Er zwingt Peoples mit dieser Aufnahme, ihm alle Unterlagen zur Ermordung von Angella Benton zu übergeben. Milton bricht bei Boschs Anwältin Janis Langwiser ein, um die Aufnahme zu stehlen, was Bosch ebenfalls filmt. Erst dann gibt People nach und übergibt Bosch die Unterlagen und versichert, ihn nicht weiter an seinen Ermittlungen zu hindern.
Bosch folgt der Spur des Geldes und findet heraus, dass wahrscheinlich ein Bankangestellter, Linus Simonson, als Kopf der Räuber Angella Benton ermordet und die Nummern der Banknoten manipuliert hatte. Es stellt sich heraus, dass Simonson zusammen mit drei Partnern mittlerweile Besitzer von vier teuren Nachtclubs in Los Angeles ist. Bosch sucht die Etablissements auf und konfrontiert Simonson mit seinem Verdacht. Danach fährt er nach Hause und stellt fest, dass er erwartungsgemäß verfolgt wird.
Im Haus lauert ihm allerdings schon der FBI-Agent Milton auf. Kurz darauf brechen die vier Nachtclub-Besitzer in das Haus ein und erschießen Milton, den sie für Bosch halten. In einem mörderischen Kampf kann Bosch drei der Eindringlinge töten und den vierten außer Gefecht setzen. Wie Polizei und FBI eintreffen, erklärt sich Bosch bereit gegenüber Kiz Rider und Roy Lindell auch ohne Anwalt eine Aussage zu machen.
Bei der Rekonstruktion der Vorgänge im Laufe des Verhörs macht Rider darauf aufmerksam, dass das Verschwinden von Martha Gessler nicht zum Modus Operandi der Geldräuber passte. Bosch erkennt nun die wahren Zusammenhänge: Die beiden Polizisten Dorsey und Cross haben die Räuber erpresst und sie haben Martha Gessler umgebracht, weil sie auf ihre Spur kam. Die Erpressung der Räuber hat aber nicht funktioniert: Dorsey und Cross wurden Opfer der Räuber.
Bosch nötigt Lawton Cross, ihm den Ort zu nennen, wo sie die Leiche von Martha Gessler verscharrt hatten: in einer Höhle im Griffith Park. Gemeinsam mit Roy Lindell gräbt Bosch die Leiche aus.
Nachdem alles vorbei ist, fliegt Bosch nach Las Vegas und fährt zum Haus von Eleanor Wish. Er war etwas eifersüchtig auf seine Ex-Frau, weil sie öfter von „Wir“ gesprochen hatte. Jetzt stellt sich heraus, dass damit Eleanor kleine Tochter gemeint war: Boschs Tochter Madelaine.

## Querbezüge
Roy Lindell, der FBI-Agent, der Harry Bosch zu den Nachforschungen über Martha Gesslers Schicksal anregt, tritt auch in Das Comeback und Schwarze Engel auf. In Das Comeback hält Bosch Lindell zunächst für einen Mobster, bis er erfährt, dass Roy Lindell als verdeckter Ermittler arbeitet.
Janis Langwiser, die die Videos verwahrt, welche die Übergriffe der FBI-Leute zeigen, war früher Staatsanwältin und hat Bosch 1999 in Schwarze Engel unterstützt. 2001 hat sie Bosch im Prozess gegen David Storey in Dunkler als die Nacht befragt. Später verließ sie die Staatsanwaltschaft und wurde Anwältin bei einer „kleinen, aber einflussreichen“ Anwaltsfirma. Bereits im vorhergehenden 12. Roman von Michael Connelly – Unbekannt verzogen (Chasing the Diem) von 2002 – war Langwiser als Anwältin der „kleinen, einflussreichen“ Anwaltsfirma aktiv und vertrat dort die Hauptfigur Henry Pierce. Da dessen Schwester ein früheres Opfer des „Dollmakers“ war, erwähnt sie Pierce gegenüber, dass sie den Polizisten, der den „Dollmaker“ getötet hatte, gut kenne, ohne dabei Harry Boschs Namen zu erwähnen. 
In Kapitel 4 wird die Handlung eines Films beschrieben, der gerade gedreht wurde, als Bosch 4 Jahre zuvor am Set ermittelt hatte. Die Handlung dieses Films entspricht der Handlung des 9. Romans von Michael Connelly Im Schatten des Mondes.
In Kapitel 27 kreuzt Bosch eine gelbe Corvette, die von einem Privatdetektiv gefahren wird, den er kennt und der in der Nähe seines Hauses am Woodrow Wilson Drive lebt. Er nickt ihm zu. Es handelt sich um Elvis Cole, eine Figur aus den Büchern von Robert Crais, einem Freund von Connelly. Bosch und Cole hatten sich auch im Roman Last Detective (2003) von Robert Crais (in Kapitel 9) kennengelernt. Crais schildert in diesem Buch eine gemeinsame Vergangenheit von Bosch und Cole in Vietnam.

## Hintergrund
Letzte Warnung schrieb Connelly nach dem 11. September und thematisiert, wie staatliche Stellen immer mehr Grundrechte und die Privatsphäre von Bürgern verletzen. Michael Drewniok formuliert die Botschaft Connellys in diesem Roman in der Krimicouch so: „Die wahre Gefahr in dieser Welt geht nicht von verrückt-genialen Serienkillern aus, sondern von verblendeten Fanatikern, gewissenlosen Fundamentalisten sowie gesichtslosen ‚Eliten‘, denen es ausschließlich um Geld und Macht geht. Connelly formuliert Letzte Warnung als Etappe auf US-Amerikas Weg zum Polizeistaat, dessen Führung (dieses Wort wird hier mit Bedacht verwendet) seine Bürger ‚zu ihrem Besten‘ unmündig hält, als nützliche Idioten behandelt und nach Strich & Faden ausnutzt.“

## Rezeption
Kirkus Review stellt den Roman in eine Reihe mit  Chandlers ‚Der lange Abschied‘ und bescheinigt dem Roman eine gewisse Originalität: Connelly habe sich nicht damit begnügt, seine früheren Erfolge zu wiederholen.
Publishers Weekly sieht den Spaß bei der Lektüre darin, wie Harry Bosch die verschiedenen Wendungen der Handlung entwirrt und am Ende auflöst.
Neben dem Hinweis auf den Hintergrund des Romans lobt die Krimicouch den geschickten Plot, den spannenden Schreibstil und hält das Buch für ein „Muss für die Freunde des richtig guten Cop-Thrillers“.

## Ausgaben
- Michael Connelly: Lost Light. Little, Brown and Company, 2003, ISBN 0-316-15460-1
- Michael Connelly: Letzte Warnung : ein Harry-Bosch-Roman. Aus dem Amerikanischen von Sepp Leeb. Heyne, München 2005, ISBN 978-3-453-43153-9; als TB: dto., Heyne, München 2004, ISBN 978-3-453-43002-0
- Michael Connelly: Letzte Warnung : Der neunte Fall für Harry Bosch. Aus dem Amerikanischen von Sepp Leeb. Kampa Verlag, Zürich 2023, ISBN 978-3-311-15501-0